# Ennemis intimes (film, 1987)
Pour les articles homonymes, voir Ennemi intime.
Pour plus de détails, voir Fiche technique et Distribution.
Ennemis intimes est un film français de Denis Amar, réalisé en 1987.

## Synopsis
Un jeune homme, Paul, gère un cinéma situé à flanc de falaise, dans un lieu isolé. Mona, la fille de l'ancien propriétaire, se rend un jour sur les lieux. Ils entament une liaison. Un jour, durant une absence de Mona, un homme d'âge mûr vient assister à une projection de film. À la suite d'une altercation entre ce client et une bande de loubards, Paul et lui se retrouvent barricadés dans le cinéma, assiégés par la bande. L'homme, nommé Baudin, se révèle être le mari de Mona. Baudin et Paul, enfermés ensemble, entament une cohabitation difficile...

## Fiche technique
- Réalisation : Denis Amar
- Scénario : Bruno Tardon, Denis Amar
- Genre : drame, action
- Pays :  France
- Décors : Jean-Pierre Kohut-Svelko
- Musique : Philippe Sarde
- Année de tournage : 1987
- Société de production Les Films Ariane, FR3 Cinéma
- Date de sortie en salles : 9 décembre 1987
- Affiche : Jouineau Bourduge (France)

## Distribution
- Michel Serrault : M. Baudin
- Wadeck Stanczak : Paul Tayar
- Ingrid Held : Mona
- Thierry Rey : le chef des loubards
- Anne Gautier : Billie
- Roch Leibovici : El Loco
- Yannick Soulier : Tendinite
- Sylvie Coffin : Feeling
- Daniel Sarky : le partenaire de Mona dans la pub